# La Prison de Saint-Clothaire
Pour plus de détails, voir Fiche technique et Distribution.

## Fiche technique
- Réalisation : Pierre-Jean Ducis, assisté de Robert Lavallée
- Scénario : André Mycho
- Photographie : Fred Langenfeld
- Montage : André Versein
- Musique : Raymond Wraskoff
  - Chansons : André Hornez (parolier)
- Société de production : Miks Films
- Société de  distribution : L'Alliance Cinématographique Européenne (ACE)
- Pays d'origine : France
- Format :  Noir et blanc  - Son mono
- Genre : Comédie
- Durée : 45 minutes
- Année de sortie : 1934

## Distribution
- René Génin : Le gardien-chef de la prison
- Georges Bever : le contrôleur des contributions
- Charblay : le boucher Carqueiranne
- Doumel : Le patron du café
- Pierre Moreno : Cabirol
- Ernest Varial : L'inspecteur des prisons
- Marcel Maupi : L'employé de banque
- André Rehan : le directeur de la prison de Saint-Clothaire, qui ne détient... aucun détenu !
- Jeanne Juilla : la patronne du café
- André Berley : Rigoulas
- Milly Mathis : Honorine
- Albert Malbert : Baptistin